# تیراندازی به مأموران سیا
تیراندازی به ماموران سیا، یک عمل تروریستی در ۲۵ ژانویه ۱۹۹۳، در خارج از مرکز اطلاعات جورج بوش در نزدیکی محوطه مقر سیا در لنگلی، ویرجینیا، میر ایمل کانسی بود که طی آن یک تبعه پاکستانی، دو کارمند سیا را در خودروهای خود در حالی که پشت چراغ توقف منتظر بودند، به قتل رساند و سه نفر دیگر را زخمی کرد. این تبعه که کانسی نام داشت، از آمریکا فرار کرد و در فهرست ده فراری تحت تعقیب اف‌بی‌آی قرار گرفت. او چهارسال بعد توسط اقدام مشترک سیا-اف‌بی‌آی و استخبارات پاکستان در سال ۱۹۹۷ دستگیر و به ایالات متحده برای محاکمه برگردانده شد.

## زمینه

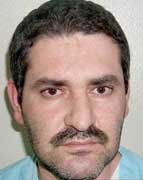
میرایمل کانسی، اندکی پس از دستگیری در سال ۱۹۹۷

میر ایمل کنسی (میر قاضی) درکویته، بلوچستان، پاکستان در ۱۰فوریه یا ۲۲ اکتبر۱۹۶۴، یا ۱ژانویه، ۱۹۶۷ متولد شد. او در سال۱۹۹۱ وارد ایالات متحده شد و مبلغ قابل توجهی از پول نقدی را که پس از مرگ پدرش در سال۱۹۸۹ به ارث برده بود، برداشت. او با کاغذهای جعلی که در کراچی پاکستان خریداری کرده بود نام خانوادگی خود را به «کانسی» تغییر داد، به ایالت متحده سفر کرد و بعداً یک کارت سبز جعلی در میامی خرید. او نزد یکی از دوستان کشمیری، زاهد میر در آپارتمان خود در رستون ویرجینیا ماند و در یک شرکت پیک که در آن به عنوان راننده نیز کار می‌کرد، سرمایه‌گذاری کرد. این کار در انتخاب هدف او تعیین‌کننده خواهد بود: «من تقریباً هر روز از این منطقه عبور می‌کردم و می‌دانستم که این دو مسیر به چپ افرادی هستند که برای سیا کار می‌کنند.» به گفته کانسی، او ابتدا پس از خرید یک کلاشینکف ساخت چین از یک فروشگاه اسلحه چنتیلی، ویرجینیا، به حمله پرسنل سیا فکر کرد. این طرح بعد مدتی برای [او] مهمتر از هر چیز دیگری شد.

## تیراندازی‌ها
حدود ساعت ۸ صبح در ۲۵ ژانویه ۱۹۹۳، کانسی با یک دستگاه استیشن واگن قهوه‌ای داتسون پشت تعدادی وسیله نقلیه که پشت چراغ قرمز در سمت شرق مسیر ۱۲۳ در شهرستان فیرفکس منتظر بودند، توقف کرد. کانسی با یک تفنگ نیمه اتوماتیک کلاشینکف از وسیله نقلیه خود خارج شد و به حرکت در میان خطوط وسایل نقلیه ادامه داد و در مجموع ۱۰ گلوله به سمت خودرو مأموران سیا شلیک کرد. بر اثر این تیراندازی لنسینگ اچ بنت ۶۶ ساله و فرانک دارلینگ ۲۸ساله کشته و سه نفر دیگر زخمی شدند. بر اساس گزارش سازمان سیا، همه قربانیان کارمندان تمام وقت یا قراردادی این سازمان بودند. بعدها دیگر از جزئیات این ماجرا چیزی فاش نشد.
کانسی در طی اعترافات بعدی خود گفت که او فقط به این دلیل شلیک را متوقف کرد که «کس دیگری برای تیراندازی نمانده بود». او تاکید کرد که فقط به سرنشینان مرد شلیک کرده‌است زیرا به عنوان یک مسلمان، «تیراندازی به زنان را خلاف مذهب می‌داند.» او اذعان داشت که از عدم پاسخ مسلحانه متعجب بود و فکر می‌کرد که دستگیر خواهد شد یا شاید در تیراندازی با نگهبانان سیا و یا پلیس کشته می‌شود.
پس از تیراندازی، کانسی دوباره سوار وسیله نقلیه خود شده و به سمت پارکی در همان حوالی حرکت می‌کند. او پس از ۹۰ دقیقه انتظار و اطمینان از عدم تعقیبش، به آپارتمانش در رستون بازگشت. بر اساس گزارش‌ها، پلیس به دنبال یک مرد سفیدپوست بیست و چند ساله‌اش بود و چنین تصور می‌شد که تیراندازی با سازمان سیا ارتباطی مستقیم ندارد. کانسکی تفنگش را در یک کیسه پلاستیکی سبز رنگ زیر مبل پنهان کرد و به مک‌دونالدز رفت تا غذا بخورد، و برای گذراندن شب در مهمانسرای دیز این اتاقی را رزرو کرد. او از گزارش‌های خبری سی ان ان دریافت که پلیس وسیله نقلیه او را اشتباه شناسایی کرده است و شماره پلاک او را ندارد. صبح روز بعد کانسکی با پروازی به کویته گریخت. کانسی انگیزه خود را در مصاحبه با شبکه سی ان ان چنین بیان کرد: «من واقعاً از سیاست دولت ایالات متحده در خاورمیانه، به ویژه در قبال مردم فلسطین عصبانی بودم.»

## تحقیق و بررسی پلیس
یک کارگروه تحقیقاتی (به نام "لنگمور" برای "قتل‌های لنگلی") از طرف پلیس فدرال فدرال و پلیس محلی فیرفکس شکل گرفت. آنها شروع به بررسی خریدهای اخیر کلاشینکف در مریلند و ویرجینیا کردند و طی تحقیقاتی به این نتیجه رسیدند که تنها در سال گذشته حداقل ۱۶۰۰ مورد خرید اسلحه کلاشینکف صورت گرفته‌است. نام کانسی نیز در برگه فروش اسلحه فروشی در شانتیلی آمده بود. او تنها سه روز قبل از تیراندازی، اسلحه را خریداری کرده بود.
این اطلاعات زمانی که هم اتاقی کانسی، زاهد میر، دو روز پس از تیراندازی‌ها، ناپدید شدن او را گزارش کرد، اولین سرنخ محکم در تحقیقات را فراهم کرد. او همچنین به پلیس گفت که چگونه کانسی با تماشای گزارش‌های سی‌ان‌ان دربارهٔ حملات به مسلمانان عصبانی می‌شد به ویژه، حملات ایالات متحده به عراق، کشتار فلسطینی‌ها توسط اسرائیل و دخالت سیا در کشورهای مسلمان.
در بازرسی پلیس از آپارتمان کانسی کلاشینکف پنهان شده زیر کاناپه کشف شد. آزمایش‌های بالستیک تأیید کرد که این سلاح مورد استفاده در تیراندازی‌ها بود و کانسی مظنون اصلی تحقیقات شد. او به عنوان یکی از ده فراری تحت تعقیب اف‌بی‌آی قرار گرفت. جستجو بر روی پاکستان متمرکز شد و ماموران ۴سال را به دنبال صدها سرنخ گذراندند، اما این سرنخ‌ها فایده ای برای دستگیری او نداشت. کانسی بعداً فاش کرد که او این مدت را در پناه هموطنان قبایل پشتون در مناطق مرزی افغانستان گذرانده‌است و فقط حضورهای کوتاهی در پاکستان داشته‌است.

## بازداشت و انتقال
در ماه مه۱۹۹۷، یک خبرچین وارد کنسولگری ایالات متحده در کراچی شد و ادعا کرد که می‌تواند برای هدایت آنها به کانسی کمک کند. خبرچین به عنوان مدرک یک کپی از یک درخواست گواهینامه رانندگی که توسط کانسی با نامی جعلی تهیه شده بود ارائه کرد. ظاهراً افرادی که به کانسی پناه داده بودند اکنون آماده پذیرش جایزه چند میلیون دلاری برای دستگیری او بودند.
کانسی در نزدیکی مرز افغانستان و پاکستان سکونت داشت، بنابراین به خبرچین گفته شد که کانسی را به پاکستان بکشاند، جایی که می‌توان راحت‌تر او را دستگیر کرد. کانسی با یک پیشنهاد تجاری پرسود که قاچاق کالاهای الکترونیکی روسی به پاکستان بود، کانسی را وسوسه کرد. او کانسی را به دره غازی خان در استان پنجاب پاکستان آورد و در اتاقی در هتل شالیمار اقامت داد. در۱۵ ژوئن ۱۹۹۷، یک تیم مسلح از ماموران اف‌بی‌آی، با همکاریسازمان اطلاعات نظامی پاکستان، به اتاق هتل کانسی حمله کردند تا او را دستگیر کنند. اثر انگشت وی در محل گرفته شد که هویت او را تأیید کرد.
در مورد محل انتقال بعدی کانسی اختلاف نظر وجود دارد مقامات آمریکایی ادعا می‌کنند که او را به یک بازداشتگاه که توسط مقامات پاکستانی اداره می‌شود منتقل کرده‌اند در حالی که منابع پاکستانی ادعا می‌کنند کانسی از سفارت آمریکا در اسلام‌آباد با هواپیمای سی-۱۴ به ایالات متحده منتقل شده‌است. در حین پرواز، کانسی به اف‌بی‌آی اعترافات شفاهی و کتبی کاملی از ماجرا داد.
تحویل فراقانونی کانسی در پاکستان بحث‌برانگیز بود هیچ درخواست رسمی برای استرداد او انجام نشد و هیچ روند استرداد آغاز نشد. مقامات ایالات متحده بعداً ادعا کردند که استرداد طبق معاهده استرداد که با بریتانیا امضا شده بود، قبل از تجزیه زمانی که هند تحت حاکمیت استعماری بود، قانونی بود.

## دادگاه و محکومیت
در ۱۶ فوریه ۱۹۹۳، کانسی، که در آن زمان یک فراری بود، به قتل بزرگ دارلینگ، قتل بنت، و سه مورد جراحت برای سایر قربانیان، همراه با اتهامات مربوط به سلاح گرم متهم شده بود. کانسی در نوامبر ۱۹۹۷ توسط هیئت منصفه دادگاه ایالت ویرجینیا به مدت ده روز به دلیل اعتراف به بی گناهی در تمام اتهامات محاکمه شد. در طول محاکمه، دفاعیات شهادت دکتر ریچارد رستاک، متخصص مغز و اعصاب و همچنین روانپزشک اعصاب، مبنی بر اینکه کانسی فاقد بافت لوب پیشانی بود، ارائه کرد، یک نقص مادرزادی که قضاوت در مورد پیامد اعمالش را برای او سخت می‌کرد. این شهادت توسط یک روانپزشک دیگر برای دفاع بر اساس معاینه مستقل تکرار شد. هیئت منصفه او را مجرم شناخت و مجازات قتل عمدی را در مرگ تعیین کرد. در ۴ فوریه ۱۹۹۸، کانسی به دلیل قتل بزرگ دارلینگ، که در ابتدای حمله و دوباره پس از تیراندازی به سایر قربانیان مورد اصابت گلوله قرار گرفت، به اعدام محکوم شد. از جمله مجازات‌های دیگر او می‌توان به حبس ابد برای قتل درجه اول بنت، محکومیت‌های ۲۰ ساله پیاپی برای جراحات وارده به مجروحان تیراندازی و جریمه نقدی بالغ بر ۶۰۰۰۰۰ دلار اشاره کرد.
حکم اعدام کانسی از تزریق کشنده در تاریخ ۱۴ نوامبر سال ۲۰۰۲، در مرکز تأدیبی در، ویرجینیا اجرا شد.

## انتقام‌گیری احتمالی

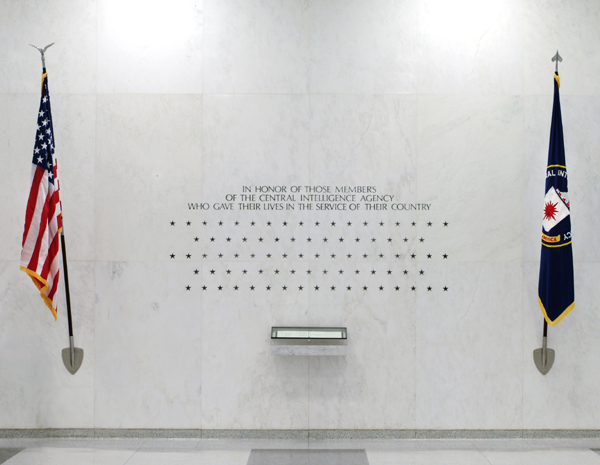
دیوار یادبود سیا در مقر آنها در لنگلی، که در آن بنت و دارلینگ به یادگار مانده‌اند.

چند روز قبل از محکومیت کانسی در نوامبر۱۹۹۷، چهار تن از مدیران نفتی ایالات متحده و راننده تاکسی پاکستانی آنها در کراچی به ضرب گلوله کشته شدند که به عنوان واکنشی عمدی به حکم مجرم بودن کانسی توصیف شده‌است.

## یادبودها
بنت و دارلینگ به عنوان شصت و نهمین و هفتادمین یادبود در «دیوار یادبود» جای گرفتند. یادبود مسیر ۱۲۳، متشکل از یک دیوار گرانیتی و دو نیمکت روبروی هم در نزدیکی محل تیراندازی، به یاد بنت و دارلینگ شکل گرفته‌است. یک جنگل نیز به افتخار بنت تغییر نام داده شد.
یک مسجد بنام کانسی در شهرستان بندر اورماره در استان کنسی از بلوچستان ساخته شد که در آن از کانسی به عنوان شهید یاد شده‌است.